# Hydropsyche bujnurdica
Hydropsyche bujnurdica là một loài Trichoptera trong họ Hydropsychidae. Chúng phân bố ở miền Cổ bắc.